# 111 Kompania Lekkich Czołgów Wolnobieżnych
111 Samodzielna Kompania Czołgów Lekkich – pododdział broni pancernych Wojska Polskiego w II Rzeczypospolitej.
Kompania nie występowała w organizacji pokojowej wojska. Została sformowana, zgodnie z planem mobilizacyjnym „W”, w dniach 31 sierpnia – 5 września 1939 roku, w I rzucie mobilizacji powszechnej przez 2 batalion pancerny z Żurawicy jako oddział dyspozycyjny Naczelnego Wodza. Na wyposażeniu posiadała 15 czołgów lekkich wolnobieżnych Renault FT. Dowódcą kompanii był kpt. br. panc. Bohdan Gadomski, który w 1940 roku został zamordowany w Charkowie.

## 111 kczl w kampanii wrześniowej
Załadowana do transportu kolejowego jako pierwsza. 7 września, transportem kolejowym, skierowano ją z Przemyśla pod Siedlce na zapasowe miejsce postoju Naczelnego Dowództwa. 9 września na skutek zerwania torów podczas ataku niemieckich bombowców pod Łukowem Podlaskim, kompania została odcięta od reszty transportu. Po wyładowaniu zajęła rejon w lesie na północ od Łukowa, posiadała po tym manewrze minimalne ilości paliwa. 12 września dwa czołgi stanowiące ubezpieczenie rejonu kompanii zostały zniszczone przez podjazd oddziału rozpoznawczego Dywizji Pancernej „Kempf”. Pozostałe czołgi zaopatrzone 13 września w paliwo przez pluton techniczno-gospodarczy 11 dywizjonu pancernego, odjechały na południe w kierunku Radzynia Podlaskiego. Przed Radzyniem skończyły się materiały pędne i 16 września wozy te, już bez paliwa i załóg, zostały zdobyte przez oddziały niemieckiej 3 Armii. Część składu kompanii dotarła do Brześcia, część rozproszyła się.

## Organizacja wojenna samodzielnej kompanii czołgów lekkich

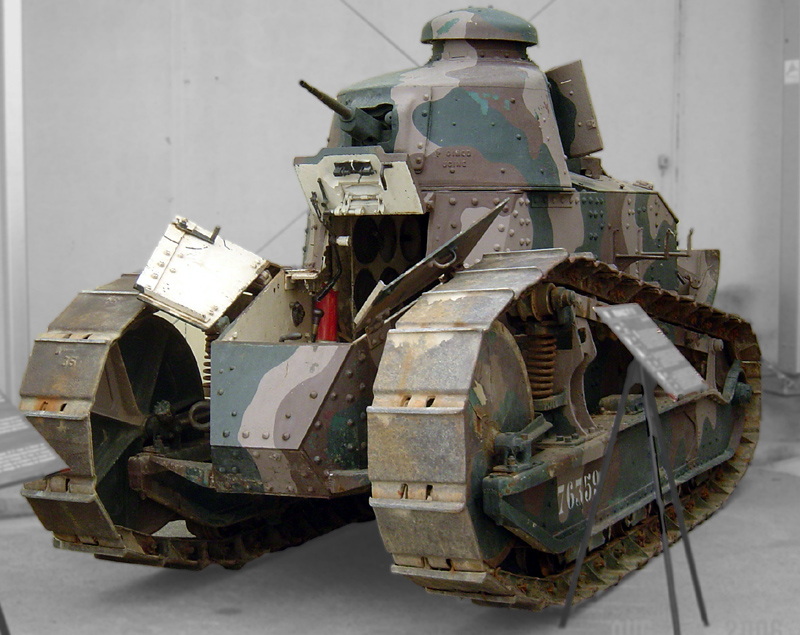
Czołg Renault FT 17

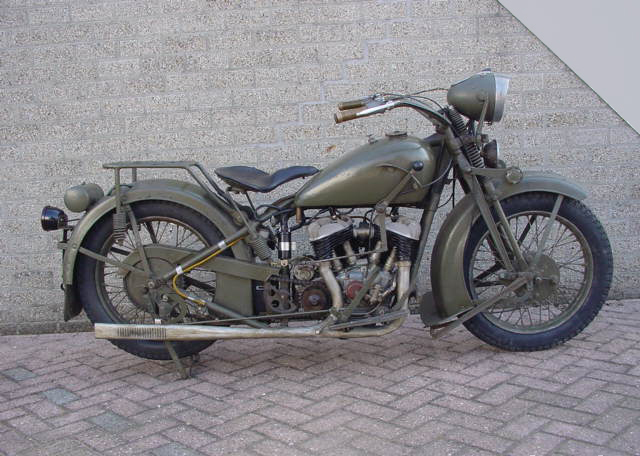
Motocykl Sokół 1000

Skład kompanii lekkich czołgów wolnobieżnych Renault FT:

Poczet dowódcy
- gońcy motocyklowi
- patrol łączności
- patrol sanitarny

Razem w dowództwie
1 oficer, 2 podoficerów, 10 szeregowców;
1 samochód osobowo-terenowy, 3 motocykle.
Trzy plutony czołgów, w każdym:
1 oficer, 5 podoficerów, 7 szeregowców
5 czołgów, 1 motocykl
Pluton techniczno-gospodarczy
- sekcja warsztatowa
- sekcja gospodarcza
- sekcja transportowa
- załogi zapasowe

Razem w plutonie
1 oficer, 17 podoficerów, 21 szeregowców
5 samochodów ciężarowych, samochód-warsztat, cysterna, 1 motocykl, transporter czołgów, 2 przyczepy na paliwo, kuchnia polowa
Ogółem w kompanii
5 oficerów, 34 podoficerów, 52 szeregowców
15 czołgów, 7 samochodów, 7 motocykli